# Edward Collingwood
Edward Foyle Collingwood (17 janvier 1900 - 25 octobre 1970) est un mathématicien et scientifique britannique. Il est membre de la branche d'Eglingham d'une importante famille de Northumbrian, le fils du colonel Cuthbert Collingwood des Lancashire Fusiliers, dont le siège familial est à Lilburn Tower, près de Wooler, Northumberland. Son arrière-grand-père est un frère de l'amiral Cuthbert Collingwood.

## Biographie
Collingwood est né dans sa maison familiale, Lilburn Tower, près de Wooler dans le Northumberland, fils du colonel Cuthbert George Collingwood et son épouse, Dorothy Fawcett.
Collingwood fait ses études au Royal Naval College d'Osborne, sur l'île de Wight et au Britannia Royal Naval College et est nommé dans la Royal Navy. Par arrangement, son premier service est à bord du cuirassé Dreadnought HMS Collingwood, mais sa carrière navale est interrompue pendant la Première Guerre mondiale lorsqu'en 1916, il quitte la marine à la suite d'une blessure accidentelle.
En 1918, il s'inscrit pour étudier les mathématiques au Trinity College de Cambridge. En 1922, il part pour l'Université d'Aberystwyth où il s'intéresse à l'analyse complexe et publie un article relatif à la théorie de Nevanlinna. Il reçoit le prix Rayleigh en 1923 et à la suite de l'attribution de la bourse de voyage Rouse Ball en 1925, il passe un an à l'Université de Paris.
Collingwood retourne à Cambridge et obtient en 1929 un doctorat pour une thèse intitulée Contributions à la théorie des fonctions intégrales. Collingwood quitte Cambridge en 1937 lorsqu'il est nommé haut shérif de Northumberland pour cette année-là. Il est ensuite nommé sous-lieutenant de son comté d'origine.
Pendant la Seconde Guerre mondiale, il sert dans la Royal Naval Reserve avec le grade de capitaine et est employé comme scientifique naval. En 1945, il est nommé scientifique en chef au département de conception des mines de l'Amirauté. Pour ses services, il reçoit l'Ordre de l'Empire britannique.
Collingwood retourne aux mathématiques après la guerre et s'intéresse à la fonction méromorphe et en 1949 publie ses recherches sur la théorie des ensembles de clusters.
Collingwood est élu membre de la Royal Society of Edinburgh en 1954 et de la Royal Society en 1965. Il occupe plusieurs postes professionnels et civiques, notamment président de la London Mathematical Society 1969–70, président du conseil de l'Université de Durham à partir de 1953, président du conseil d'administration de l'hôpital de Newcastle 1953–1968, vice-président de la Fédération internationale des hôpitaux 1959-1967 et trésorier du Conseil de recherches médicales.
Il est fait chevalier en 1962.